# Coelocorynus elgonensis
Coelocorynus elgonensis är en skalbaggsart som beskrevs av Franz Antoine 2003. Coelocorynus elgonensis ingår i släktet Coelocorynus och familjen Cetoniidae. Inga underarter finns listade i Catalogue of Life.